# Політ на дельтаплані
«Політ на дельтаплані» — пісня з репертуару Валерія Леонтьєва на вірші поета Миколи Зінов'єва і музику композитора Едуарда Артем'єва. пісня стала лауреатом фестивалю «Пісня року» в 1983 році.

## Історія створення
Мелодію пісні «Політ на дельтаплані», Едуард Артем'єв написав спочатку для фільму «Рідня» Микити Михалкова. Пізніше поет Микола Зінов'єв написав вірші до мелодії і вийшла пісня котра потрапила в репертуар Валерія Леонтьєва. В 1981 році Леонтьєв зняв кліп на пісню в передгір'ях Алмати, на пагорбах. [Архівовано 24 вересня 2015 у Wayback Machine.]

## Текст пісні
Між нами пам'яті туман,

Ти як уві сні, ти як уві сні.

Напевно, тільки дельтаплан

Допоможе мені, допоможе мені.

Наївно це і смішно,

Але так легко моїх плечах.

Вже кличе мене в політ

Мій дельтаплан, мій дельтаплан.

Ось я одягну два крила

І ближче ти, і ближче ти.

Мене любов відірвала

Від суєти, від суєти.

Нехай людям крил не дано,

Але так легко моїх плечах.

Вже кличе мене в політ мій дельтаплан,

Мій дельтаплан, мій дельтаплан.

О, цей годину, коли крилом одним,

Зближуємо ми прийдешнє з колишньою,

Коли внизу пливе Земля, пливе Земля,

Неначе дитинства дим.

Між нами пам'яті туман,

Ти як уві сні, ти як уві сні.

Я вірю, тільки дельтаплан

Допоможе мені, допоможе мені.

Наївно це і смішно,

Але так легко моїх плечах.

До початку дня несе мене

Мій дельтаплан, мій дельтаплан.

Наївно це і смішно,

Але так легко моїх плечах.

До початку дня несе мене

Мій дельтаплан, мій дельтаплан.